# 稳定-不稳定悖论
稳定-不稳定悖论（stability–instability paradox）是一个有关核武器和相互保证毁灭的国际关系理论。它指出，当两国都拥有核武器时，两国爆发直接战争的威胁大大降低，但发生小型和间接冲突的概率上升。这种情况出现的原因是，理性行为人希望避免核战争，因此他们不会展开大型冲突也不会将小型冲突演变为大型冲突。例如，在冷战时期，美国和苏联之间从来没有爆发战争，而是在朝鮮、越南、安哥拉、中东、尼加拉瓜和阿富汗展开代理人战争，并花费了大量的资金和人力在第三世界中赢得相对影响力。
2009年，一项发表在衝突解決期刊的研究定量地评估了核和平假设，并被认为支持稳定—不稳定悖论的存在。 该研究声称，核武器能够促进战略稳定和防止大规模战争，同时导致更多低强度冲突发生。在两个国家之中，一个国家垄断了核武器而另一个国家没有核武器时，战争的几率大大增加。相反，当有相互核武器的拥有与这两个国家拥有核武器，战争的几率急剧下降。
在印度－巴基斯坦关系中，存在稳定—不稳定悖论。在某种程度上，俄罗斯 - 北约关系中也存在这一悖论。

## 假设
在相互保证毁灭和稳定-不稳定现象中有一个重要的假设，即所有行为人是理性的，并且行动者会因此避免完全毁灭的发生。但该假设尤其是其第二部分在现实世界中未必成立。假想某神权政治国家，其领导人相信人们死后的生活相对于现在的生活好太多，那么出于理性的选择，其领导人就会利用其全部权力促使剧变的发生，以便让更多的人来到死后世界。 大规模杀伤性武器和特定宗教信仰的联系被许多无神论者指出，以提醒人们注意神权社会的危险。